# نيل شاند
نيل شاند (بالإنجليزية: Neil Shand)‏ هو كاتب سيناريو ومنتج تلفزيوني بريطاني، ولد في 3 مارس 1934 في لوتن في المملكة المتحدة، وتوفي في أبريل 2018.

## وصلات خارجية
- نيل شاند على موقع IMDb (الإنجليزية)
- نيل شاند على موقع قاعدة بيانات الفيلم (الإنجليزية)